# جون كيلي (لاعب غولف)
جون كيلي (بالإنجليزية: John Kelly)‏ هو لاعب غولف أمريكي، ولد في 1 نوفمبر 1984.